# Ситиу-д’Абадия
Ситиу-д’Абадия (порт. Sítio d'Abadia) — муниципалитет в Бразилии, входит в штат Гояс. Составная часть мезорегиона Восток штата Гойяс. Входит в экономико-статистический микрорегион Ван-ду-Паранан. Население составляет 2631 человек на 2006 год. Занимает площадь 1598,337 км². Плотность населения — 1,6 чел./км².

## Статистика
- Валовой внутренний продукт на 2003 год составляет 15 603 138,00 реалов (данные: Бразильский институт географии и статистики).
- Валовой внутренний продукт на душу населения на 2003 год составляет 5879,10 реалов (данные: Бразильский институт географии и статистики).
- Индекс развития человеческого потенциала на 2000 год составляет 0,643 (данные: Программа развития ООН).